# Theodor Bertram

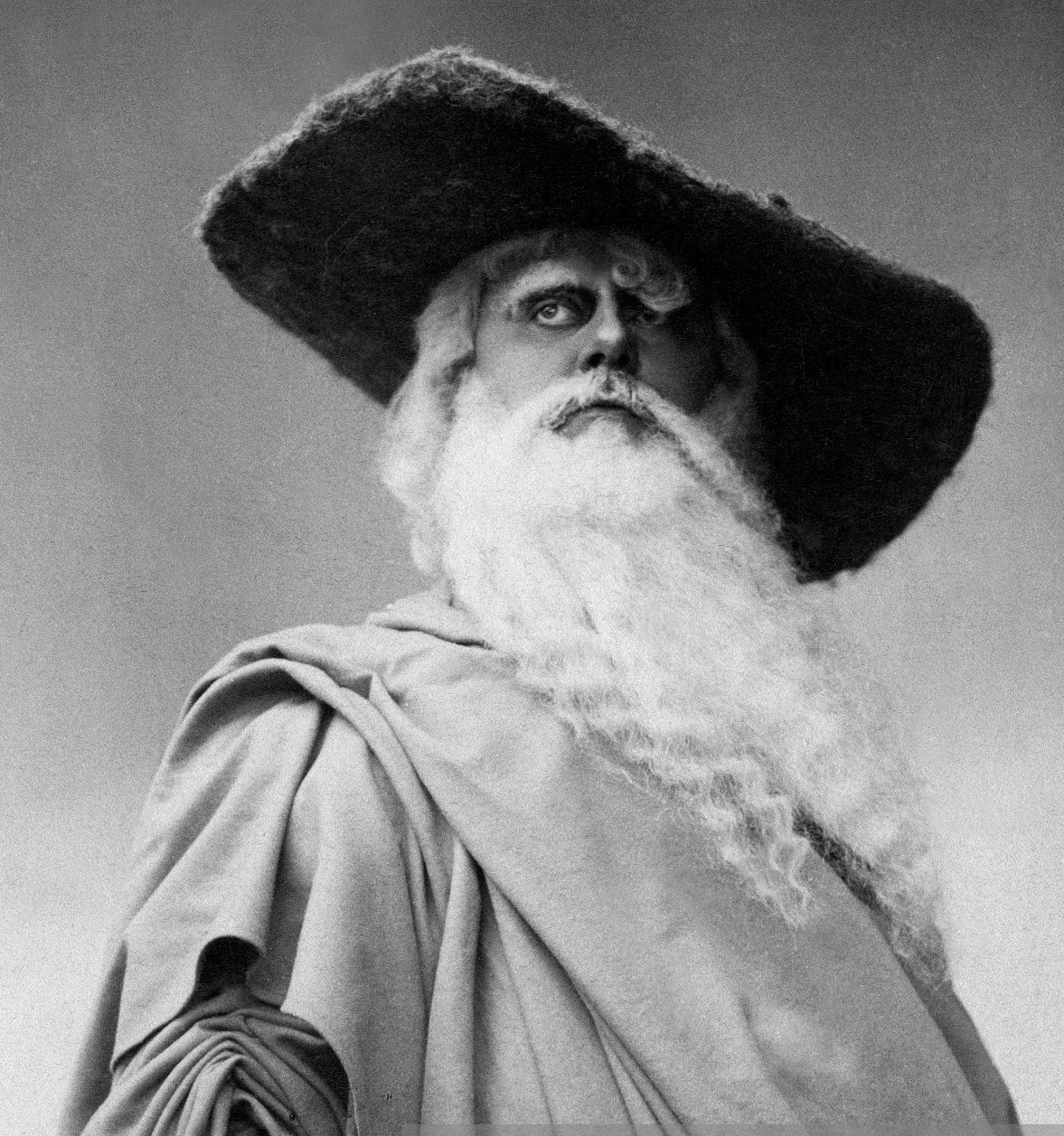
Theodor Bertram (Bariton) als Wotan

Theodor Bertram (12. Februar 1869 in Stuttgart – 24. November 1907 in Bayreuth) war ein deutscher Opernsänger (Bariton).

## Leben

Theodor Bertram (Bariton)

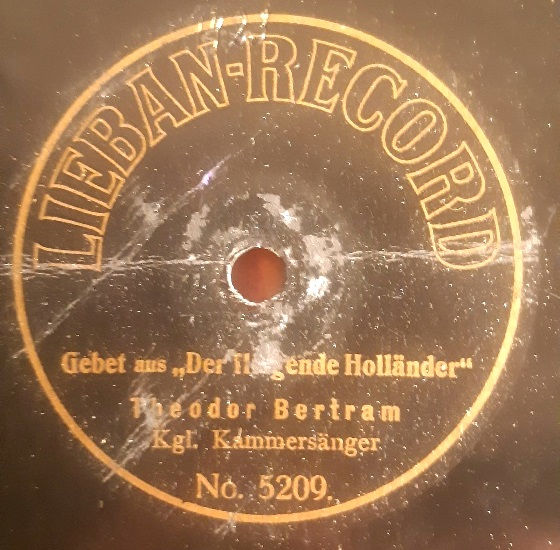
Schallplatte von Theodor Bertram (Berlin 1905)

Dem Beispiel seiner Eltern Heinrich und Marie Bertram folgend, ging Bertram, nachdem er auch von seinem Vater entsprechend ausgebildet worden war, zur Bühne und wagte im Jahre 1889 am Stadttheater in Ulm seinen ersten Versuch als Sänger. Nach zweijähriger Wirksamkeit daselbst wurde er für Josef Ritter an das Hamburger Stadttheater verpflichtet. Von dort ging er an das Krollsche Theater nach Berlin, von wo er an das Hoftheater in München gerufen wurde. 1900 und 1901 wirkte der Künstler als Mitglied des Metropolitanopernhauses in New York und gehörte auch der Maurice-Gauschen Wandertruppe an, die u. a. Boston, Baltimore und Chicago bereiste. Von Amerika zurückgekehrt, gastierte er im Mai 1901 am Hofoperntheater in Wien. Dort verblieb er lediglich fünf Tage.
Danach ging er auf Gastspielreisen nach Berlin, Hamburg, München und Stuttgart. Es folgten Gastspiele am Deutschen Theater Prag (1901 bis 1905), am Stadttheater von Zürich (1903 bis 1905), an der Königlichen Oper Stockholm (1904) und an der Covent Garden Oper London (1900, 1903 und 1907).
1897 heiratete er die Sopranistin Fanny Moran-Olden (1855–1905). Diese starb 1905 in geistiger Umnachtung. Seine zweite Ehefrau Lotte Wetterling ertrank am 21. Februar 1907 beim Untergang der britischen Passagierfähre Berlin vor Hoek van Holland. Dies führte zum Zusammenbruch des Künstlers. Hoch verschuldet und in Schwierigkeiten wegen seines Alkoholismus erhängte er sich im Bayreuther Bahnhofshotel.
Seinem letzten Wunsch entsprechend wurde er in Holland an der Seite von Lotte Wetterling beigesetzt.
Sein Bruder war der Schauspieler Ernst Bertram.
Theodor Bertram hinterließ zahlreiche Aufnahmen für G&T (Berlin 1902 und 1907, Bayreuth 1904), Lyrophon (Berlin 1904–05), Favorite (1904 und 1906), Odeon (Berlin 1906–07) und Minerva (später Janus, Hannover 1907) sowie Walzen für Columbia (Berlin 1904) und Edison (Berlin 1907).